# Patrick De Spiegelaere
Patrick De Spiegelaere (Gent, 15 augustus 1961 – Brugge, 2 maart 2007) was een Belgisch fotograaf.
De Spiegelaere studeerde foto, film en grafiek aan de Koninklijke Academie voor Schone Kunsten in Gent. Daarna werkte hij als persfotograaf voor de krant 'De Morgen' voor  zowel binnen- als buitenlandse reportages. Na zijn ontslag in 1993 werkte hij freelance voor allerlei tijdschriften en kranten waaronder Knack, FET en De Standaard Magazine. 
Daarnaast was hij vaste fotograaf voor enkele theatergezelschappen. Ook in de muziekwereld was hij actief, als huisfotograaf van de Belgische folk- en wereldmuziekgroep Oblomow en van Raymond van het Groenewoud. Verder hield hij zich bezig met jaarlijkse projecten zoals kunstboeken, covers van boeken en cd's, kalenders en opdrachten van de Stichting voor Kunstpromotie en anderen. Vredeseilanden deed jaarlijks een beroep op hem voor campagnefoto’s genomen in landen van Zuid-Amerika over Afrika tot in Azië. 
In 1995 startte hij met een jaarlijkse reis die hem door alle Europese hoofdsteden bracht. Wat begonnen was als een vlucht voor het helse ritme van zijn werk, was in 2006 aanleiding tot een tentoonstelling onder de titel STRAAT van foto’s genomen in Athene, Rome, Praag, Amsterdam, Parijs, Lissabon en Londen.
In maart 2007 overleed Patrick De Spiegelaere op 45-jarige leeftijd onverwacht aan een hersenbloeding. Na zijn overlijden organiseert het 'Fonds Patrick De Spiegelaere' een tweejaarlijkse Spiegelprijs, die wordt uitgereikt aan een persoon of organisatie die zich inzet om een realistische beeldvorming van Afrika. In oktober 2017, tien jaar na zijn overlijden, werd in zijn woonplaats Maldegem een tentoonstelling gehouden als eerbetoon aan Patrick De Spiegelaere.
- Bibliothèque nationale de France: cb131929237 (data)
- Digitale Bibliotheek voor de Nederlandse Letteren: spie022
- Gemeinsame Normdatei: 124672019
- International Standard Name Identifier: 0000 0000 3361 9054
- Library of Congress Control Number: n97009678
- MusicBrainz: 609ea32d-5604-441a-b79d-c47dbd5235ce
- Nederlandse Thesaurus van Auteursnamen: 112281915
- PIC: 305086
- RKD-Nederlands Instituut voor Kunstgeschiedenis: 117538
- Système universitaire de documentation: 080521991
- Union List of Artist Names: 500541103
- Virtual International Authority File: 46902905
- WorldCat: E39PBJvt4HVrb67yjxmbyKCqQq